# Hermann Matthes (Politiker)

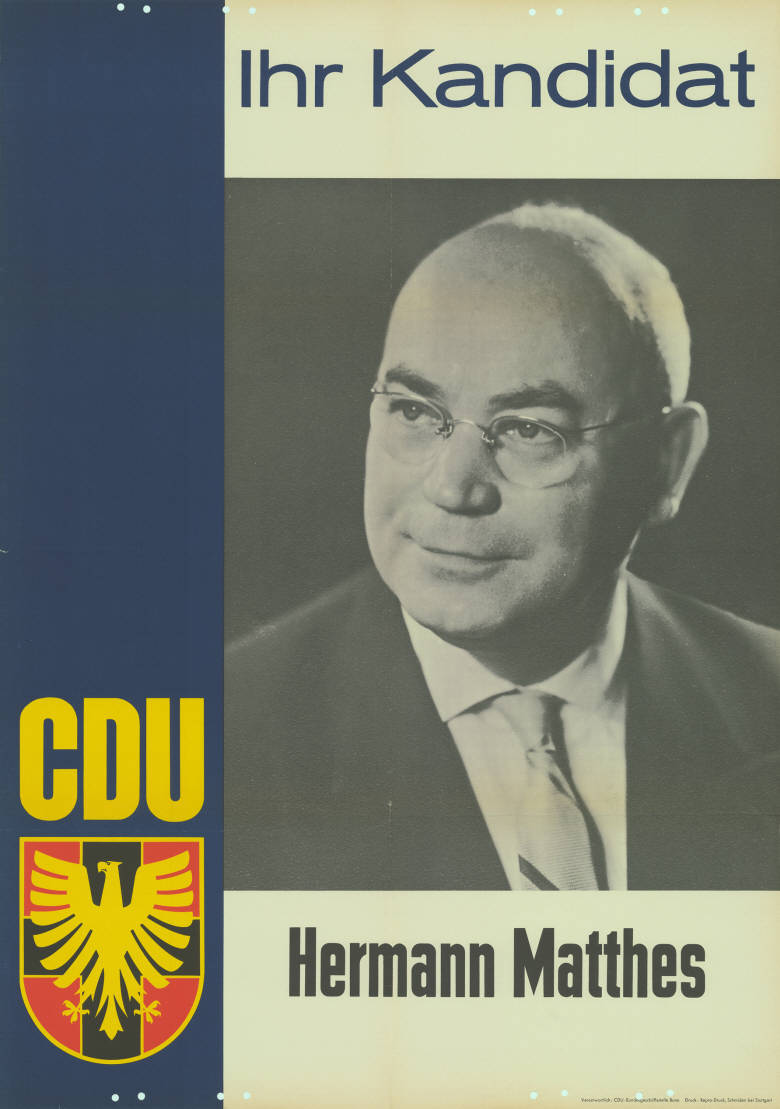
Kandidatenplakat der CDU zur Landtagswahl in Rheinland-Pfalz 1963

Hermann Matthes (* 16. Februar 1901 in Cannstatt; † 15. Mai 1976 in Mainz) war ein deutscher Politiker (CDU).

## Leben
Matthes arbeitete zunächst als Schriftsetzer und war später als Diakon tätig. 1929 wurde er Leiter des Evangelischen Gemeindeamtes in Mainz.
Matthes beteiligte sich 1945 an der Gründung der Christlich Sozialen Volkspartei (CSVP) in Mainz, die kurz darauf in die neugegründete CDU aufging. Später war er stellvertretender Landesvorsitzender der CDU Rheinland-Pfalz. Von 1946 bis 1948 war er Stadtrat in Mainz und nach 1946 auch Kreistagsmitglied des Kreises Mainz. 1947 wurde er als Abgeordneter in den Landtag Rheinland-Pfalz gewählt, dem er bis zu seiner Mandatsniederlegung am 31. August 1963 angehörte. Zunächst war er stellvertretender Vorsitzender und von 1961 bis 1963 dann Vorsitzender der CDU-Landtagsfraktion. Von 1963 bis 1967 amtierte er als Staatssekretär im Sozialministerium des Landes Rheinland-Pfalz.
Matthes war zunächst Mitglied im Rundfunkrat des Südwestfunkes (SWF) und wurde 1961 zu dessen Vorsitzenden gewählt.

## Ehrungen
- 1954: Großes Verdienstkreuz der Bundesrepublik Deutschland
- 1967: Großes Verdienstkreuz mit Stern der Bundesrepublik Deutschland